# Maruina hoguei
Maruina hoguei és una espècie d'insecte dípter pertanyent a la família dels psicòdids que es troba a Amèrica: les illes de Sobrevent.